# Gerald Schwedler
Gerald Schwedler (* 1975) ist ein deutscher Historiker. Seit 2018 hat er eine Professur für Geschichte des späten Mittelalters sowie Wirtschafts- und Sozialgeschichte an der Universität Kiel.

## Leben und Wirken
Gerald Schwedler studierte von 1994 bis 2002 Geschichte, Historische Hilfswissenschaften, Anglistik und Philosophie an den Universitäten Salzburg, Oxford, Heidelberg und Rom. Im Rahmen seiner Mitarbeit im Sonderforschungsbereich „Ritualdynamik“ (SFB 619) arbeitete er an seiner Dissertation. Im Wintersemester 2006/07 wurde er promoviert mit einer von Jürgen Miethke betreuten Arbeit über die Herrschertreffen des Spätmittelalters. Seit 2007 war er wissenschaftlicher Mitarbeiter der Universität Zürich am Lehrstuhl Sebastian Scholz für frühmittelalterliche Geschichte. 2016 habilitierte er sich an der Universität Zürich mit einer Arbeit über die damnatio memoriae im frühen Mittelalter. Schwedler hatte Lehrstuhlvertretungen für Sebastian Scholz an der Universität Zürich (2015), für Gabriela Signori an der Universität Konstanz (Winter- und Sommersemester 2017) und an der Universität Heidelberg (Sommersemester 2018). Seit November 2018 lehrt er als Professor für Geschichte des späten Mittelalters sowie Wirtschafts- und Sozialgeschichte an der Christian-Albrechts-Universität zu Kiel. Er ist Mitglied der Gesellschaft für Wirtschafts- und Sozialgeschichte.
Seine Forschungsschwerpunkte sind Geschichtsschreibung und Erinnerungskultur, die Damnatio memoriae im frühen und hohen Mittelalter, der Kirchenbau im späteren Mittelalter, die Politik- und Kulturgeschichte der Königreiche im gesamteuropäischen Kontext, auswärtige Beziehungen und Zeremoniell im spätmittelalterlichen Europa, Normbildung und -durchsetzung, Rechtsrituale und Rechtskodifikation.
In seiner Dissertation untersucht er Herrschertreffen im Europa des Spätmittelalters. Ein wesentliches Ziel der Arbeit ist es, „ein königliches Handlungsinstrument auf europäischer Ebene“ darzustellen. Die Arbeit erstreckt sich zeitlich auf die rund 170 Jahre zwischen circa 1270 und etwa 1440. Im ersten Teil der Studie werden „acht signifikante historische Einzelfälle“ hinsichtlich Verhandlungen und Konsensbildung, Eide, Vertragsschlüsse, Friedensverträge, Belehnungsakte, Gegen- und Doppelkönigtum, Waffenstillstand und Friedensschluss untersucht. Im zweiten Teil der Arbeit „Abläufe und Elemente spätmittelalterlicher Herrschertreffen“ versucht Schwedler den Idealtyp einer Begegnung zweier Könige anhand der vier Phasen Vorbereitung, Zusammenkommen, Zusammensein und Trennung zu entwerfen. Schwedler beobachtet einen Rückgang von Herrschertreffen im 15. Jahrhundert. Er interpretiert ihn als Ausdruck eines tiefgreifenden gesellschaftlichen Wandels in Europa und als Folge zeitlich versetzter Bürokratisierungs- und Verrechtlichungsschübe. Persönliche Herrschertreffen wurden langfristig durch Reisen geschulter Diplomaten ersetzt. Im Anhang der Arbeit befindet sich ein Repertorium, das 204 eindeutig belegte, wahrscheinlich zu machende oder geplante und nicht zustande gekommene Herrschertreffen im Spätmittelalter enthält, und einen Überblick über die Treffen sortiert nach Reichen und Herrschern liefert. In seiner Studie analysiert Schwedler auch das Treffen zwischen Kaiser Karl IV. mit König Karl V. im Jahr 1378. Dabei stellt er heraus, dass jeder öffentliche Auftritt französischerseits darauf zielte, „auf der unbegrenzten Superiorität, der Souveränität des Herrschers, zu beharren“.

## Schriften (Auswahl)
Monographien
- Vergessen, Verändern, Verschweigen und damnatio memoriae im frühen Mittelalter (= Zürcher Beiträge zur Geschichtswissenschaft. Bd. 9). Böhlau, Köln 2017, ISBN 978-3-412-50723-7.
- Herrschertreffen des Spätmittelalters. Formen – Rituale – Wirkungen (= Mittelalter-Forschungen. Bd. 21). Thorbecke, Ostfildern 2008, ISBN 978-3-7995-4272-2 (online).

Herausgeberschaften
- mit Andreas Büttner, Birgit Kynast, Jörg Sonntag: Nachahmen im Mittelalter. Dimensionen – Mechanismen – Funktionen (= Beihefte zum Archiv für Kulturgeschichte. Heft 82). Böhlau, Köln u. a. 2018, ISBN 978-3-412-50908-8.
- mit Sebastian Scholz, Kai-Michael Sprenger: Damnatio in memoria. Deformation und Gegenkonstruktionen in der Geschichte (= Zürcher Beiträge zur Geschichtswissenschaft. Bd. 4). Böhlau, Köln 2014, ISBN 978-3-412-22283-3
- mit Jörg Peltzer, Paul Töbelmann: Politische Versammlungen und ihre Rituale. Repräsentationsformen und Entscheidungsprozesse des Reichs und der Kirche im späten Mittelalter (= Mittelalter-Forschungen. Bd. 27). Thorbecke, Thorbecke 2009, ISBN 978-3-7995-4278-4 (online).